# Westley Gough
Westley Marc Gough (* 4. Mai 1988 in Waipukurau) ist ein ehemaliger neuseeländischer Bahn- und Straßenradrennfahrer. Seine Spezialität war die Mannschaftsverfolgung auf der Bahn.

## Sportliche Laufbahn
Westley Gough wurde 2005 in Wien Junioren-Bahnradweltmeister in der Mannschaftsverfolgung. Im Jahr darauf wurde er neuseeländischer Meister der Juniorenklasse im Scratch und im 1000-m-Zeitfahren. Außerdem gewann er bei der Weltmeisterschaft in Gent jeweils die Silbermedaille in der Einer- und in der Mannschaftsverfolgung. Bei den Olympischen Sommerspielen 2008 in Peking erhielt Gough eine Bronzemedaille, nachdem er an den Vorläufen der Mannschaftsverfolgung teilgenommen hatte. Bei den UCI-Bahn-Weltmeisterschaften 2009 in Pruszków gewann er ebenfalls Bronze in der Mannschaftsverfolgung (mit Sam Bewley, Peter Latham und Marc Ryan).
Auf der Straße wurde Gough 2004 neuseeländischer Meister im Einzelzeitfahren. In der Saison 2008 war er beim Mannschaftszeitfahren der Tour of Southland erfolgreich, und er wurde nationaler Kriteriums-Meister.
2009 wurde er mit Bewley, Latham und Ryan Ozeanienmeister in der Mannschaftsverfolgung. Im Jahr darauf war der neuseeländische Vierer mit Gough bei den Commonwealth Games mit Silber und bei dem Lauf des Weltcups Cali mit Gold erfolgreich. Nachdem er 2011 neuseeländischer Meister im Einzelzeitfahren auf der Straße geworden war, errang er 2012 mit dem neuseeländischen Vierer (Aaron Gate, Sam Bewley und Marc Ryan) bei den Bahnweltmeisterschaften die Bronzemedaille. Bei den folgenden Olympischen Spielen 2012 in London errangen Gough, Bewley, Ryan, Sergent und Gate erneut Bronze für Neuseeland.
2015 beendete Gough seine Radsportlaufbahn.

## Erfolge

### Bahn
2005
- Junioren-Weltmeister – Mannschaftsverfolgung (mit Sam Bewley, Jesse Sergent und Darren Shea)
- Ozeanienspiele (Junioren) – Einerverfolgung

2006
- Junioren-Weltmeisterschaft – Einerverfolgung, Mannschaftsverfolgung (mit Jesse Sergent, Shem Rodger und Shane Archbold)
- Neuseeländischer Junioren-Meister – Scratch, 1000-Meter-Zeitfahren

2008
- Olympische Spiele – Mannschaftsverfolgung (mit Sam Bewley, Hayden Roulston, Marc Ryan und Jesse Sergent)

2009
- Ozeanienmeister – Mannschaftsverfolgung (mit Sam Bewley, Peter Latham und Marc Ryan)

2010
- Commonwealth Games – Mannschaftsverfolgung (mit Sam Bewley, Marc Ryan und Jesse Sergent)
- Weltcup in Cali – Mannschaftsverfolgung (mit Sam Bewley, Marc Ryan und Jesse Sergent)
- Neuseeländischer Meister – Omnium

2011
- Ozeanienmeisterschaft – Omnium
- Ozeanienmeisterschaft – Scratch, Mannschaftsverfolgung (mit Cameron Karwowski, Peter Latham und Myron Simpson)

2012
- Olympische Spiele – Mannschaftsverfolgung (mit Sam Bewley, Marc Ryan, Jesse Sergent und Aaron Gate)
- Weltmeisterschaften – Mannschaftsverfolgung (mit Aaron Gate, Sam Bewley und Marc Ryan)

2014
- Ozeanienmeisterschaft – Einerverfolgung

### Straße
2004
- Neuseeländischer Jugend-Meister – Einzelzeitfahren, Straßenrennen

2008
- eine Etappe Tour of Southland (Mannschaftszeitfahren)
- Neuseeländischer Meister – Kriterium

2011
- Neuseeländischer Meister – Einzelzeitfahren
- eine Etappe Tour of Wellington

2012
- eine Etappe Tour des Pays de Savoie

## Teams
- 2010 Team Sprocket (Stagiaire)
- 2011 Subway Cycling Team
- 2012 Subway Cycling Team
- 2014 Team Budget Forklifts